# Praise & Blame
Praise & Blame är ett musikalbum av Tom Jones som lanserades i juli 2010 på Island Records. Skivan består till stor del av gospeltolkningar, men den inleds med en Bob Dylan-cover "What Good Am I" från albumet Oh Mercy. Skivan innehåller även en version av John Lee Hookers låt "Burning Hell". Ethan Johns producerade albumet och står för dess sparsmakade musikarrangemang. Skivan fick bra kritik och flera kritiker pekade på att det var ett lyckat drag att ta Tom Jones bort från popmusiken och mot sina rötter med soul, gospel och blues. Bland medverkande musiker kan nämnas organisten Booker T. Jones.

## Låtlista
(kompositör inom parentes)
1. "What Good Am I?" (Bob Dylan) - 3:51
2. "Lord Help" (Jessie Mae Hemphill) - 3:41
3. "Did Trouble Me" (Susan Werner) - 4:15
4. "Strange Things" (Sister Rosetta Tharpe) - 3:00
5. "Burning Hell" (Bernard Bessman, John Lee Hooker) - 3.26
6. "If I Give My Soul" (Billy Joe Shaver) - 3:30
7. "Don't Knock" (Pops Staples, Wesley Westbrooks) - 2:16
8. "Nobody's Fault But Mine" (trad.) - 3:40
9. "Didn't It Rain" (trad.) - 3:21
10. "Ain't No Grave" (Claude Ely) - 3:08
11. "Run On" (trad.) - 3:58

## Listplaceringar
- Billboard 200, USA: #79[1]
- UK Albums Chart, Storbritannien: #2[2]
- VG-lista, Norge: #22[3]
- Sverigetopplistan: #7[4]
- Danmark: #34[5]